# سانت-روز (غوادلوب)
سانت-روز (بالفرنسية: Sainte-Rose)‏ هي بلدية فرنسية يسكنها 20241 نسمة (حسب إحصاء 1 يناير 2011)، وهي تقع في إقليم جوادلوب في جزر الأنتيل الصغرى.